# Malheur County

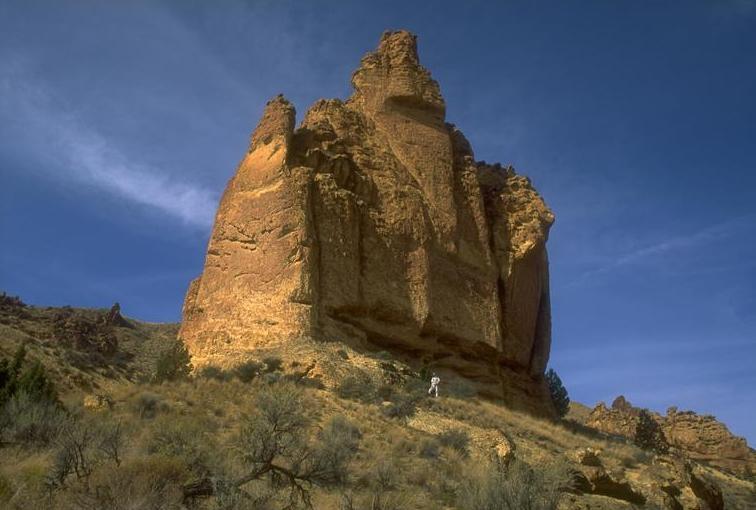
Leslie Gulch

Malheur County is een van de 36 county's in de Amerikaanse staat Oregon.
De county heeft een landoppervlakte van 25.607 km² en telt 31.615 inwoners (volkstelling 2000). De hoofdplaats is Vale (Oregon).

## Geschiedenis
Malheur werd op 17 februari 1887 gevormd via afsplitsing van Baker County. Een belangrijke impuls vormde de ontdekking van goud in 1863.

## Bevolkingsontwikkeling
Baker · Benton · Clackamas · Clatsop · Columbia · Coos · Crook · Curry · Deschutes · Douglas · Gilliam · Grant · Harney · Hood River · Jackson · Jefferson · Josephine · Klamath · Lake · Lane · Lincoln · Linn · Malheur · Marion · Morrow · Multnomah · Polk · Sherman · Tillamook · Umatilla · Union · Wallowa · Wasco · Washington · Wheeler · Yamhill